# Wubina
Wubina is een geslacht van vliesvleugeligen uit de familie Pteromalidae. De wetenschappelijke naam van dit geslacht is voor het eerst geldig gepubliceerd in 1988 door Boucek.

## Soorten
Het geslacht Wubina is monotypisch en omvat slechts de volgende soort:
- Wubina cardaleae Boucek, 1988